# جامعة الشارقة
جامعة الشارقة هي جامعة إماراتية خاصة وهيئة علمية مستقلة ذات شخصية اعتبارية لها الاستقلال المالي والإداري تقع في المدينة الجامعية في الشارقة في الإمارات العربية المتحدة، تأسست في أكتوبر 1997 من قبل حاكم الشارقة الشيخ سلطان بن محمد القاسمي بالقانون رقم (2) لسنة 1997 لتلبية احتياجات سكان إمارة الشارقة التعليمية. في مدينة الشارقة ، قامت الجامعة ببناء مرافق الحرم الجامعي لتوفير برامج التعليم والتدريب والبحث مباشرة إلى العديد من المجتمعات في جميع أنحاء الإمارة ، دول مجلس التعاون الخليجي والدول العربية والدولية ، والأهم من ذلك أن الجامعة تلعب دورًا مهمًا في التنمية الاجتماعية والاقتصادية لإمارة الشارقة.
وفي عام 2020 صُنفت الجامعة بالمركز 17 حسب التصنيف العربي للجامعات لذلك العام 

## لغة الدراسة
اللغة العربية هي لغة التدريس في كليات الشريعة والدراسات الإسلامية، القانون، الاتصال، والآداب والعلوم الإنسانية والاجتماعية، بينما يدرس باللغة الإنجليزية في كلية إدارة الأعمال، كلية الهندسة، كلية العلوم الصحية، كلية الفنون الجميلة والتصميم، كلية الطب، كلية الصيدلة، كلية طب الأسنان، وكلية العلوم، وأقسام: اللغة الإنجليزية وآدابها، والعلاقات الدولية في كلية الآداب والعلوم الإنسانية والاجتماعية.
يشترط للقبول في الكليات والأقسام التي تدرس باللغة الإنجليزية الحصول على(500) درجة في امتحان التوفل (TOEFL) أو ما يعادله من اختبار أكاديمي في اللغة الإنجليزية (IELTS) بمجموع لا يقل عن (5).

## نظام الدراسة
تأخذ الجامعة بنظام الساعات المعتمدة أساسا لنظامها التعليمي ويتكون العام الجامعي من فصلين دراسيين هما الخريف والربيع إضافة إلى برنامج صيفي اختياري، عدا كليتي الطب وطب الأسنان حيث تأخذ كل من الكليتين النظام السنوي في تنفيذ برنامج بكالوريوس الطب والجراحة وبرنامج بكالوريوس طب الأسنان.

## بيئة الدراسة
الدراسة في كلية العلوم الصحية، وكلية الطب، وكلية الصيدلة، وكلية طب الأسنان، وكلية الفنون الجميلة والتصميم، مختلطة.
أما الدراسة في باقي الكليات فهي غير مختلطة.

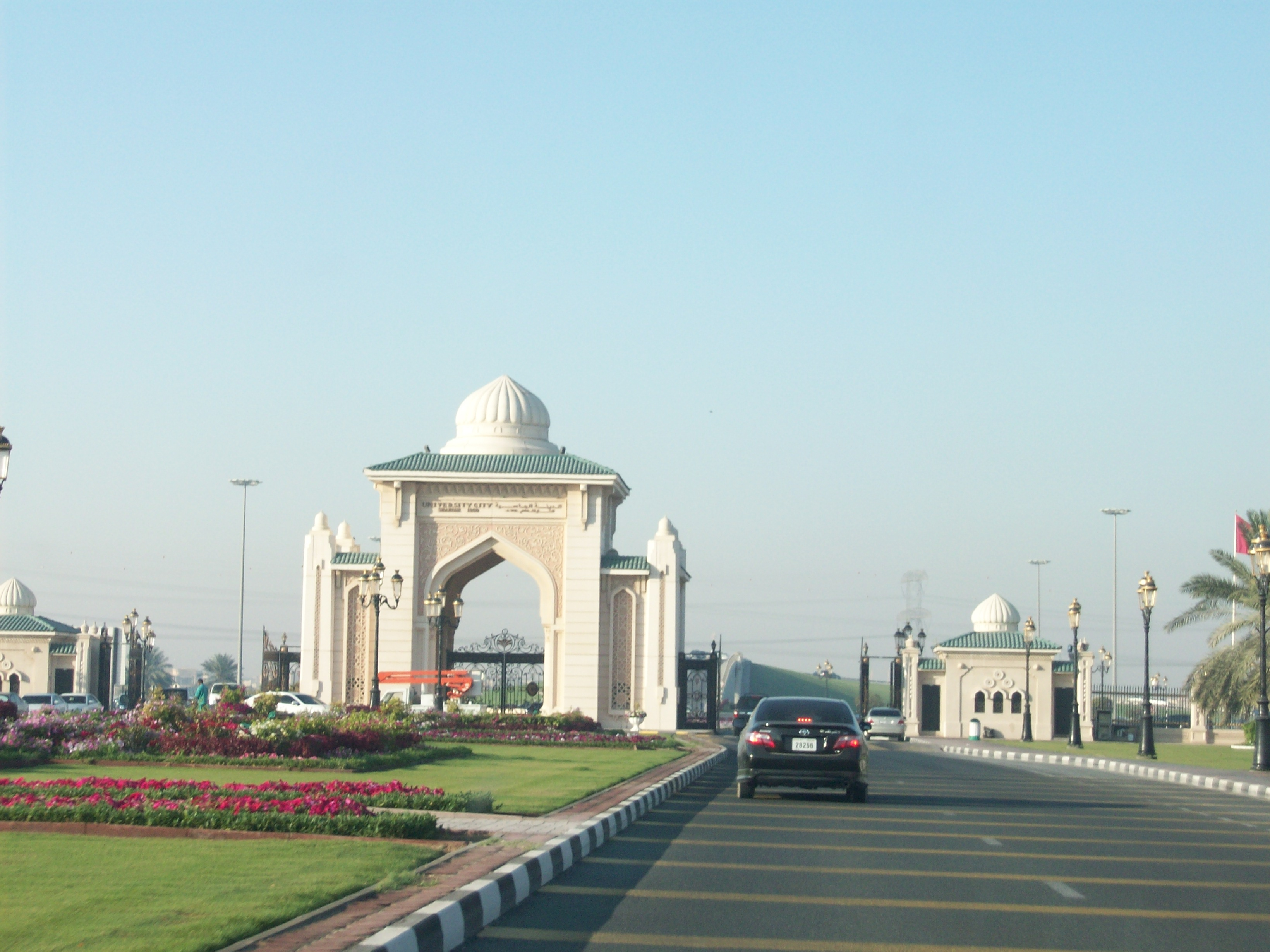
بوابة جامعة الشارقة

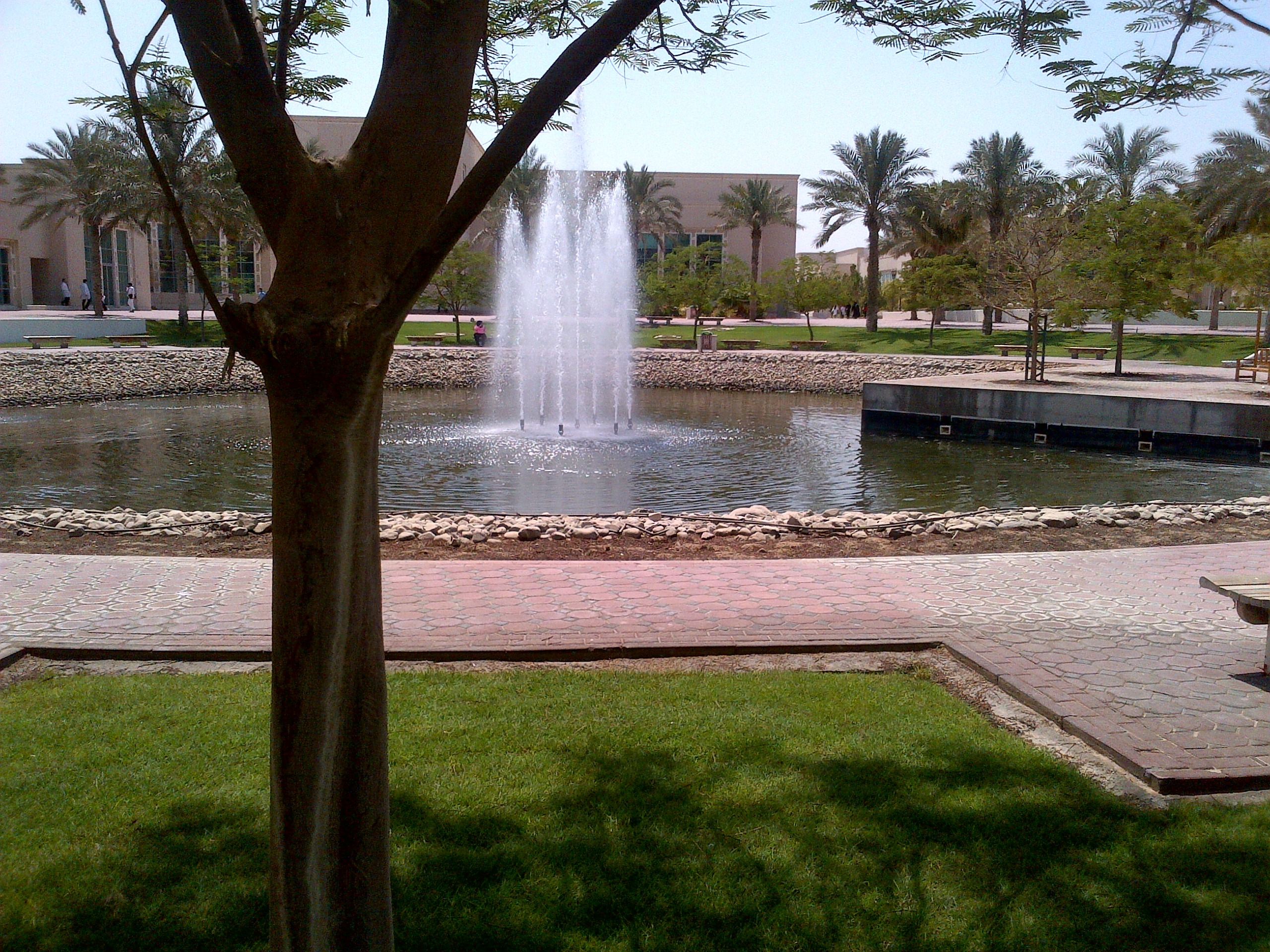
نافورة كلية الطب

## الدرجات والبرامج
الدرجات الأكاديمية التي تمنحها جامعة الشارقة هي:
| كلية الشريعة والدراسات الإسلامية بكالوريوس في الشريعة- الفقه وأصوله بكالوريوس في الشريعة- أصول الدين ماجستير في التفسير والحديث ماجستير في الفقه وأصوله دكتوراه في التفسير والحديث دكتوراه في الفقه وأصوله كلية الآداب والعلوم الإنسانية بكالوريوس الآداب في اللغة العربية وآدابها بكالوريوس الآداب في اللغة الإنجليزية وآدابها بكالوريوس الآداب في التاريخ والحضارة الإسلامية بكالوريوس الآداب في علم الاجتماع الدبلوم العام في التربية ماجستير الآداب في اللغة العربية وآدابها ماجستير الآداب في اللغة الإنجليزية (الترجمة) ماجستير العلوم في علوم الحاسوب ماجستير الآداب في التاريخ والحضارة الإسلامية كلية العلوم بكالوريوس العلوم في علوم الحاسوب بكالوريوس العلوم في الكيمياء بكالوريوس العلوم في الفيزياء التطبيقية بكالوريوس العلوم في الرياضيات بكالوريوس في الاحياء التطبيقية (البيو تكنولوجي) كلية إدارة الأعمال بكالوريوس العلوم في المحاسبة بكالوريوس العلوم في إدارة الأعمال- الإدارة بكالوريوس العلوم في نظم المعلومات الإدارية بكالوريوس العلوم في الإدارة العامة الماجستير التنفيذي في إدارة الأعمال | كلية الهندسة بكالوريوس العلوم في الهندسة المدنية بكالوريوس العلوم في الهندسة الكهربائية والإلكترونية بكالوريوس العلوم في هندسة الحاسوب بكالوريوس في الهندسة المعمارية بكالوريوس في هندسة الطاقة المتجددة والمستدامة بكالوريوس العلوم في الهندسة والإدارة الصناعية بكالوريوس العلوم في علوم الهندسة النووية ماجستير العلوم في الهندسة المدنية ماجستير العلوم في هندسة الحاسوب ماجستير العلوم في الهندسة الكهربائية والإلكترونية كلية العلوم الصحية بكالوريوس العلوم في تقنية المختبرات الطبية بكالوريوس العلوم في التصوير التشخيصي الطبي بكالوريوس العلوم في التمريض بكالوريوس العلوم في إدارة الخدمات الصحية بكالوريوس العلوم في العلاج الطبيعي بكالوريوس العلوم في الصحة البيئية بكالوريوس العلوم في التغذية العلاجية بكالوريوس علوم الرياضة كلية القانون بكالوريوس في القانون ماجستير في القانون الخاص ماجستير في القانون العام | كلية الفنون الجميلة والتصميم بكالوريوس العمارة والتصميم الداخلي بكالوريوس الفنون الجميلة بكالوريوس تصميم الأزياء والنسيج بكالوريوس تصميم المجوهرات بكالوريوس التصميم الجرافيكي والوسائط المتعددة بكالوريوس الدراما كلية الاتصال بكالوريوس الآداب في الاتصال- الصحافة المطبوعة بكالوريوس الآداب في الاتصال- الصحافة الإذاعية والتلفزيونية بكالوريوس الآداب في الاتصال- العلاقات العامة بكالوريوس الآداب في الاتصال- الإعلام المرئي ماجستير الآداب في الاتصال كلية الطب بكالوريوس في الطب والجراحة كلية طب الأسنان بكالوريوس في طب وجراحة الفم والأسنان كلية الصيدلة بكالوريوس في الصيدلة كلية المجتمع الدبلوم في إدارة الأعمال الدبلوم في المحاسبة الدبلوم في السكرتارية وإدارة المكاتب الدبلوم في تكنولوجيا المعلومات الدبلوم في نظم المكتبات والمعلومات |

## مجلس أمناء الجامعة
يتألف مجلس أمناء الجامعة من:
- الشيخ سلطان بن أحمد القاسمي نائب حاكم الشارقة، رئيس جامعة الشارقة
- أ.د. حميد مجول النعيمي مدير جامعة الشارقة، رئيس الاتحاد العربي لعلوم الفضاء والفلك
- د. عبيد بن علي المهيري عضو في اللجنة الأكاديمية لمجلس أمناء الجامعة، العميد التنفيذي السابق للغة العربية والدراسات الإماراتية، كليات التقنية العليا رئيس اللجنة الأكاديمية
- أ. محمد عبد الله الرئيس التنفيذي لمصرف الشارقة الإسلامي رئيس اللجنة المالية
- د. محدّثة الهاشمي رئيس لجنة التوطين في الوظائف الاكاديمية و الإدارية
- أ. سعيد سلطان السويدي رئيس هيئة كهرباء ومياه وغاز الشارقة و عضو في اللجنة المالية
- د. خولة عبدالرحمن الملا رئيس هيئة شؤون الأسرة في حكومة الشارقة وعضو المجلس التنفيذي لإمارة الشارقة
- أ.د. جاك فيرمونت رئيس جامعة أوتاوا – كندا
- أ.د. ألكساندر كوليشوف رئيس معهد سكولكوفو للعلوم والتكنولوجيا (سكولتيك) – موسكو، روسيا
- أ.د. محمد حمدي بن عبد الشكور نائب مدير جامعة مالايا في ماليزيا
- أ.د. تان إنغ تشي رئيس جامعة سنغافورة الوطنية
- أ.د. باول أوبرن عميد كلية العلوم الصحية ونائب رئيس جامعة ماكماستر – كندا
- أ.د. مارتن بارستو مساعد نائب مدير جامعة ليستر للمشاريع العلمية الاستراتيجية، مدير معهد ليستر لرصد الفضاء والأرض، وأستاذ الفيزياء الفلكية وعلوم الفضاء في جامعة ليستر – المملكة المتحدة
- أ.د. كمال يوسف التومي أستاذ الهندسة الميكانيكية والمدير المشارك لمركز المياه النقية والطاقة النظيفة في معهد ماساتشوستس للتكنولوجيا - الولايات المتحدة الامريكية
- أ.د. أسامة الخطيب أستاذ علوم الحاسوب والهندسة الكهربائية ومدير مركز ستانفورد للروبوتات في جامعة ستانفورد في الولايات المتحدة

## الاعتماد الأكاديمي
إن جامعة الشارقة مرخصة بالكامل وجميع برامجها معتمدة من قبل هيئة الاعتماد الأكاديمي (CAA) في الإمارات العربية المتحدة.كذلك جميع البرامج التي تقدمها كلية الطب 

## تصنيف الجامعة
- حصلت جامعة الشارقة على المرتبة 301-350 في تصنيف تايمز للتعليم العالي العالمية لعام 2025.[6]
- حصلت جامعة الشارقة على المرتبة 53 عالميًا في جودة البحث[6]
- حصلت جامعة الشارقة على المرتبة 69 في تصنيف الجامعات الناشئة لعام 2024.[6]
- أعلن تصنيف شنغهاي العالمي للجامعات 2024م، ارتقاء جامعة الشارقة إلى أفضل 701-800 جامعة عالمياً، وبذلك تحتل المرتبة الثانية على مستوى دولة الإمارات العربية المتحدة.وفي التصنيفات الخاصة بالتخصصات جاءت النتائج على الشكل التالي :[7]

صُنفت ضمن أفضل 150 جامعة عالمياً في الهندسة الميكانيكية وعلوم وهندسة الطاقة والطب السريري
صنفت ضمن أفضل 200 جامعة في مجال الصحة العامة
صُنفت ضمن أفضل 300 عالمياًفي تخصصات طب الأسنان وعلوم الفم والهندسة الكيميائية
صنفت ضمن أفضل 400 عالمياً في تخصصات علوم وهندسة المواد والعلوم البيولوجية البشرية
صنفت ضمن أفضل 500 في العلوم الصيدلانية والاقتصاد.
- عام 2024 صنفت منظمة "يو اي جرين متريك - UI Green Metric" جامعة الشارقة في المركز 67 عالميا في مجال التنمية المستدامة والالتزام بمعايير البيئة النظيفة، لتحافظ الجامعة على المركز الأول على مستوى دولة الإمارات للعام الثامن على التوالي بنفس التصنيف، والمرتبة الثانية على مستوى دول مجلس التعاون الخليجي، والمرتبة الثالثة على مستوى العالم العربي.[8]
- تصدرت جامعة الشارقة المركز الخامس، ضمن عشر جامعات عربية، حققت أعلى المراكز العشرة الأولى في التصنيف العربي للجامعات للعام 2024[9]

## جوائز
- فازت جامعة الشارقة بخمس جوائز ضمن جائزة الشارقة للاستدامة في دورتها الثامنة 2020/2019 المنظمة من قبل هيئة البيئة والمحميات الطبيعية في الشارقة[10]
- حصدت جامعة الشارقة أربع جوائز لأفضل بحث منشور من أصل سبع جوائز تم اختيارهم لعام2020 للفوز بجوائز المجلة الدولية المحكمة /IEEE Systems Journal[11]
- عام 2024 فاز فريق من جامعة الشارقة من قسم هندسة الطاقة المستدامة والمتجددة بالمركز الأول وجائزة نقدية بقيمة 20,000 درهم في الدورة الثانية من هاكاثون التكنولوجيا النظيفة الذي استضافه مركز الابتكار في هيئة كهرباء ومياه دبي (DEWA) [12]

## وصلات داخلية
- جائزة الشارقة لأفضل أطروحة دكتوراه في العلوم الإدارية في الوطن العربي
- قائمة جامعات الإمارات العربية المتحدة
- المدينة الجامعية في الشارقة
- التصنيف الأكاديمي لجامعات العالم
- التصنيف العربي للجامعات
- مفوضية الاعتماد الأكاديمي

## مواقع خارجية
- موقع الجامعة